# Stanley Cup playoff 2015
I playoff della Stanley Cup 2015 del campionato NHL 2014-2015 hanno avuto inizio il 15 aprile 2015. Le sedici squadre qualificate per i playoff, otto da ciascuna Conference, hanno giocato un primo turno divisionale seguito dalle finali di Division e poi dalle finali di Conference. La Eastern Conference, formata da 16 squadre, è suddivisa in due Division da 8 squadre ciascuna (Metropolitan e Atlantic), mentre la Western Conference, con 14 squadre, è divisa in due Division da sette squadre (Pacific e Central). In seguito al riallineamento del 2013 la NHL ha trasformato anche i playoff: le prime tre squadre di ciascuna Division si qualificano per i playoff della propria Conference. I quattro posti rimanenti, due per Conference, vengono invece assegnati a squadre wild card ovvero quelle meglio classificate che non sono riuscite a classificarsi nei primi tre posti di ogni Division.
I Los Angeles Kings campioni in carica fallirono l'accesso ai playoff, avvenimento successo per l'ultima volta con i Carolina Hurricanes nel 2007, mentre i San Jose Sharks non si qualificarono per la prima volta dal 2003, interrompendo la seconda striscia più lunga ancora attiva in NHL. Al contrario invece i Winnipeg Jets fecero il proprio ritorno ai playoff dopo il 2007, quando erano ancora gli Atlanta Thrashers; la città di Winnipeg ospitò per l'ultima volta i playoff nel 1996, l'ultima stagione prima del trasferimento a Phoenix. I Detroit Red Wings uguagliarono il record NHL con la ventiquattresima partecipazione consecutiva ai playoff.

## Squadre partecipanti

### Eastern Conference

#### Atlantic Division
1. Montreal Canadiens - vincitori della Atlantic Division, 110 punti
2. Tampa Bay Lightning - 108 punti
3. Detroit Red Wings - 100 punti
4. Ottawa Senators - wild card, 99 punti

#### Metropolitan Division
1. New York Rangers - vincitori della Metropolitan Division, della stagione regolare nella Eastern Conference e del Presidents' Trophy, 113 punti
2. Washington Capitals - 101 punti
3. New York Islanders - 101 punti
4. Pittsburgh Penguins - wild card, 98 punti

### Western Conference

#### Central Division
1. St. Louis Blues - vincitori della Central Division, 109 punti
2. Nashville Predators - 104 punti
3. Chicago Blackhawks - 102 punti
4. Minnesota Wild - wild card, 100 punti
5. Winnipeg Jets - wild card, 99 punti

#### Pacific Division
1. Anaheim Ducks - vincitori della Pacific Division e della stagione regolare nella Western Conference, 109 punti
2. Vancouver Canucks - 101 punti
3. Calgary Flames - 97 punti

### Tabellone
In ciascun turno la squadra con il ranking più alto si sfida con quella dal posizionamento più basso, usufruendo anche del vantaggio del fattore campo. Nella finale di Stanley Cup il fattore campo si determina dai punti ottenuti in stagione regolare dalle due squadre. Ciascuna serie, al meglio delle sette gare, segue il formato 2-2-1-1-1: la squadra migliore in stagione regolare disputa in casa Gara-1 e 2, (se necessario anche Gara-5 e 7), mentre quella posizionata peggio gioca nel proprio palazzetto Gara-3 e 4 (se necessario anche Gara-6).
|  | Divisional Round   | Divisional Round    | Divisional Round    |   |                     | Divisional Finals  | Divisional Finals | Divisional Finals |  |    | Conference Finals   | Conference Finals | Conference Finals |  |    | Finale Stanley Cup  | Finale Stanley Cup | Finale Stanley Cup |
|  |                    |                     |                     |   |                     |                    |                   |                   |  |    |                     |                   |                   |  |    |                     |                    |                    |
|  | A1                 | Montreal Canadiens  | 4                   |   |                     |                    |                   |                   |  |    |                     |                   |                   |  |    |                     |                    |                    |
|  | WC                 | Ottawa Senators     | 2                   |   |                     |                    |                   |                   |  |    |                     |                   |                   |  |    |                     |                    |                    |
|  | WC                 | Ottawa Senators     | 2                   |   | A1                  | Montreal Canadiens | 2                 |                   |  |    |                     |                   |                   |  |    |                     |                    |                    |
|  |                    |                     |                     |   | A1                  | Montreal Canadiens | 2                 |                   |  |    |                     |                   |                   |  |    |                     |                    |                    |
|  |                    | A2                  | Tampa Bay Lightning | 4 |                     |                    |                   |                   |  |    |                     |                   |                   |  |    |                     |                    |                    |
|  | A2                 | A2                  | Tampa Bay Lightning | 4 | Tampa Bay Lightning | 4                  |                   |                   |  |    |                     |                   |                   |  |    |                     |                    |                    |
|  | A2                 |                     |                     |   | Tampa Bay Lightning | 4                  |                   |                   |  |    |                     |                   |                   |  |    |                     |                    |                    |
|  | A3                 | Detroit Red Wings   | 3                   |   |                     |                    |                   |                   |  |    |                     |                   |                   |  |    |                     |                    |                    |
|  | A3                 | Detroit Red Wings   | 3                   |   |                     |                    |                   |                   |  | A2 | Tampa Bay Lightning | 4                 |                   |  |    |                     |                    |                    |
|  | Eastern Conference |                     |                     |   |                     |                    |                   |                   |  | A2 | Tampa Bay Lightning | 4                 |                   |  |    |                     |                    |                    |
|  |                    | M1                  | New York Rangers    | 3 |                     |                    |                   |                   |  |    |                     |                   |                   |  |    |                     |                    |                    |
|  | M1                 | M1                  | New York Rangers    | 3 | New York Rangers    | 4                  |                   |                   |  |    |                     |                   |                   |  |    |                     |                    |                    |
|  | M1                 |                     |                     |   | New York Rangers    | 4                  |                   |                   |  |    |                     |                   |                   |  |    |                     |                    |                    |
|  | WC                 | Pittsburgh Penguins | 1                   |   |                     |                    |                   |                   |  |    |                     |                   |                   |  |    |                     |                    |                    |
|  | WC                 | Pittsburgh Penguins | 1                   |   | M1                  | New York Rangers   | 4                 |                   |  |    |                     |                   |                   |  |    |                     |                    |                    |
|  |                    |                     |                     |   | M1                  | New York Rangers   | 4                 |                   |  |    |                     |                   |                   |  |    |                     |                    |                    |
|  |                    | M2                  | Washington Capitals | 3 |                     |                    |                   |                   |  |    |                     |                   |                   |  |    |                     |                    |                    |
|  | M2                 | M2                  | Washington Capitals | 3 | Washington Capitals | 4                  |                   |                   |  |    |                     |                   |                   |  |    |                     |                    |                    |
|  | M2                 |                     |                     |   | Washington Capitals | 4                  |                   |                   |  |    |                     |                   |                   |  |    |                     |                    |                    |
|  | M3                 | New York Islanders  | 3                   |   |                     |                    |                   |                   |  |    |                     |                   |                   |  |    |                     |                    |                    |
|  | M3                 | New York Islanders  | 3                   |   |                     |                    |                   |                   |  |    |                     |                   |                   |  | A2 | Tampa Bay Lightning | 2                  |                    |
|  |                    |                     |                     |   |                     |                    |                   |                   |  |    |                     |                   |                   |  | A2 | Tampa Bay Lightning | 2                  |                    |
|  |                    | C3                  | Chicago Blackhawks  | 4 |                     |                    |                   |                   |  |    |                     |                   |                   |  |    |                     |                    |                    |
|  | C1                 | C3                  | Chicago Blackhawks  | 4 | St. Louis Blues     | 2                  |                   |                   |  |    |                     |                   |                   |  |    |                     |                    |                    |
|  | C1                 |                     |                     |   | St. Louis Blues     | 2                  |                   |                   |  |    |                     |                   |                   |  |    |                     |                    |                    |
|  | WC                 | Minnesota Wild      | 4                   |   |                     |                    |                   |                   |  |    |                     |                   |                   |  |    |                     |                    |                    |
|  | WC                 | Minnesota Wild      | 4                   |   | WC                  | Minnesota Wild     | 0                 |                   |  |    |                     |                   |                   |  |    |                     |                    |                    |
|  |                    |                     |                     |   | WC                  | Minnesota Wild     | 0                 |                   |  |    |                     |                   |                   |  |    |                     |                    |                    |
|  |                    | C3                  | Chicago Blackahwks  | 4 |                     |                    |                   |                   |  |    |                     |                   |                   |  |    |                     |                    |                    |
|  | C2                 | C3                  | Chicago Blackahwks  | 4 | Nashville Predators | 2                  |                   |                   |  |    |                     |                   |                   |  |    |                     |                    |                    |
|  | C2                 |                     |                     |   | Nashville Predators | 2                  |                   |                   |  |    |                     |                   |                   |  |    |                     |                    |                    |
|  | C3                 | Chicago Blackhawks  | 4                   |   |                     |                    |                   |                   |  |    |                     |                   |                   |  |    |                     |                    |                    |
|  | C3                 | Chicago Blackhawks  | 4                   |   |                     |                    |                   |                   |  | C3 | Chicago Blackahwks  | 4                 |                   |  |    |                     |                    |                    |
|  | Western Conference |                     |                     |   |                     |                    |                   |                   |  | C3 | Chicago Blackahwks  | 4                 |                   |  |    |                     |                    |                    |
|  |                    | P1                  | Anaheim Ducks       | 3 |                     |                    |                   |                   |  |    |                     |                   |                   |  |    |                     |                    |                    |
|  | P1                 | P1                  | Anaheim Ducks       | 3 | Anaheim Ducks       | 4                  |                   |                   |  |    |                     |                   |                   |  |    |                     |                    |                    |
|  | P1                 |                     |                     |   | Anaheim Ducks       | 4                  |                   |                   |  |    |                     |                   |                   |  |    |                     |                    |                    |
|  | WC                 | Winnipeg Jets       | 0                   |   |                     |                    |                   |                   |  |    |                     |                   |                   |  |    |                     |                    |                    |
|  | WC                 | Winnipeg Jets       | 0                   |   | P1                  | Anaheim Ducks      | 4                 |                   |  |    |                     |                   |                   |  |    |                     |                    |                    |
|  |                    |                     |                     |   | P1                  | Anaheim Ducks      | 4                 |                   |  |    |                     |                   |                   |  |    |                     |                    |                    |
|  |                    | P3                  | Calgary Flames      | 1 |                     |                    |                   |                   |  |    |                     |                   |                   |  |    |                     |                    |                    |
|  | P2                 | P3                  | Calgary Flames      | 1 | Vancouver Canucks   | 2                  |                   |                   |  |    |                     |                   |                   |  |    |                     |                    |                    |
|  | P2                 |                     |                     |   | Vancouver Canucks   | 2                  |                   |                   |  |    |                     |                   |                   |  |    |                     |                    |                    |
|  | P3                 | Calgary Flames      | 4                   |   |                     |                    |                   |                   |  |    |                     |                   |                   |  |    |                     |                    |                    |

## Eastern Conference

### Semifinali di Division

#### Montreal - Ottawa
| Arbitri: | Dave Jackson Steve Kozari |

|                                             |           |                                                       |
| Michálek 12:25 Turris 30:36 Zibanejad 32:36 | Marcatori | 27:53 Mitchell 28:08 Plekanec 31:42 Eller 37:17 Flynn |

| Arbitri: | Gord Dwyer Eric Furlatt |

|                                 |           |                                                |
| MacArthur 18:42 Wiercioch 53:25 | Marcatori | 27:18 Pacioretty 36:30 Subban 63:40 Galchenyuk |

| Arbitri: | Dan O'Rourke Brian Pochmara |

|                    |           |                 |
| Weise 54:13, 68:47 | Marcatori | 11:28 MacArthur |

| Arbitri: | Francis Charron Kelly Sutherland |

|  |           |               |
|  | Marcatori | 49:05 Hoffman |

| Arbitri: | François St. Laurent Kevin Pollock |

|                                                               |           |               |
| Ryan 09:29, 59:10 Wiercioch 15:39 Karlsson 34:29 Condra 54:02 | Marcatori | 41:44 Gilbert |

| Arbitri: | Chris Lee Brad Watson |

|                                  |           |  |
| Gallagher 13:26 Pacioretty 59:59 | Marcatori |  |

#### Tampa Bay - Detroit
| Arbitri: | Frederick L'Ecuyer Chris Rooney |

|                                      |           |                            |
| Dacjuk 09:03, 20:08 Glendening 45:50 | Marcatori | 14:31 Boyle 48:26 Nesterov |

| Arbitri: | Wes McCauley Justin St. Pierre |

|             |           |                                                               |
| Tatar 45:49 | Marcatori | 03:05, 39:22 Johnson 27:56 Killorn 34:48 Šustr 55:26 Filppula |

| Arbitri: | Chris Lee Brad Watson |

|  |           |                                             |
|  | Marcatori | 08:46 Dacjuk 46:42 Sheahan 59:11 Glendening |

| Arbitri: | Dan O'Halloran Brad Meier |

|                                  |           |                               |
| Johnson 54:34, 62:25 Palát 55:51 | Marcatori | 25:42 Nyquist 34:24 Andersson |

| Arbitri: | Francis Charron Kelly Sutherland |

|                                                        |           |  |
| Sheahan 19:37 Miller 35:46 Dacjuk 55:47 DeKeyser 58:22 | Marcatori |  |

| Arbitri: | Dave Jackson Steve Kozari |

|                                                                  |           |                    |
| Johnson 03:47, 29:09 Garrison 11:10 Killorn 54:51 Paquette 59:03 | Marcatori | 32:26, 41:39 Tatar |

| Arbitri: | Wes McCauley Kevin Pollock |

|  |           |                             |
|  | Marcatori | 43:58 Coburn 58:42 Strålman |

#### NY Rangers - Pittsburgh
| Arbitri: | Jean Hebert Marc Joannette |

|              |           |                               |
| Comeau 26:15 | Marcatori | 00:28 Brassard 15:16 McDonagh |

| Arbitri: | Frederick L'Ecuyer Chris Rooney |

|                                               |           |                                        |
| Sutter 30:01 Crosby 34:07, 38:46 Kunitz 49:41 | Marcatori | 17:05 Stepan 43:16 Brassard 59:54 Nash |

| Arbitri: | Francis Charron Kelly Sutherland |

|                             |           |                 |
| Hagelin 08:43 Kreider 31:07 | Marcatori | 53:12 Hornqvist |

| Arbitri: | François St. Laurent Kevin Pollock |

|                            |           |                 |
| Brassard 37:15 Hayes 63:14 | Marcatori | 02:22 Hornqvist |

| Arbitri: | Wes McCauley Justin St. Pierre |

|               |           |                            |
| Spaling 37:23 | Marcatori | 04:23 Stepan 70:52 Hagelin |

#### Washington - NY Islanders
| Arbitri: | Gord Dwyer Eric Furlatt |

|                                               |           |                 |
| Nelson 06:06, 58:41 Strome 23:50 Bailey 30:36 | Marcatori | 19:03 Johansson |

| Arbitri: | Dave Jackson Steve Kozari |

|                                             |           |                                                          |
| Clutterbuck 05:14 Strome 45:50 Okposo 34:09 | Marcatori | 31:26 Alzner 36:09 Ovečkin 43:44 Bäckström 47:37 Chimera |

| Arbitri: | Francois St. Laurent Kevin Pollock |

|                 |           |                            |
| Bäckström 53:54 | Marcatori | 32:37 Okposo 60:15 Tavares |

| Arbitri: | Dan O'Halloran Brad Meier |

|                               |           |               |
| Ovečkin 13:06 Bäckström 71:09 | Marcatori | 19:47 Cizikas |

| Arbitri: | Frederick L'Ecuyer Chris Rooney |

|              |           |                                                              |
| Bailey 05:48 | Marcatori | 09:05, 46:19 Kuznecov 30:31 Alzner 42:42 Laich 49:00 Chimera |

| Arbitri: | Dan O'Rourke Brian Pochmara |

|               |           |                                               |
| Carlson 19:55 | Marcatori | 06:56 Tavares 50:33 Kulëmin 59:07 Clutterbuck |

| Arbitri: | Dan O'Halloran Dan O'Rourke |

|               |           |                           |
| Nielsen 43:13 | Marcatori | 38:35 Ward 52:42 Kuznecov |

### Finali di Division

#### Montreal - Tampa Bay
| Arbitri: | Gord Dwyer Eric Furlatt |

|                             |           |                  |
| Johnson 42:34 Kučerov 82:06 | Marcatori | 54:47 Pacioretty |

| Arbitri: | Chris Lee Brad Watson |

|                                                                            |           |                           |
| Filppula 19:36 Stamkos 28:06 Kučerov 32:29, 46:37 Hedman 39:46 Brown 56:05 | Marcatori | 07:20 Petry 51:06 Gilbert |

| Arbitri: | Wes McCauley Kevin Pollock |

|                 |           |                             |
| Gallagher 50:03 | Marcatori | 12:00 Killorn 59:58 Johnson |

| Arbitri: | Dan O'Halloran Dan O'Rourke |

|                                                                                        |           |                           |
| Markov 02:44 Pacioretty 08:43 Desharnais 25:08 Petry 29:39 Gallagher 29:54 Prust 44:52 | Marcatori | 32:26 Kučerov 40:17 Palát |

| Arbitri: | Steve Kozari Marc Joannette |

|               |           |                                   |
| Stamkos 49:27 | Marcatori | 09:01 Smith-Pelly 55:53 Parenteau |

| Arbitri: | Chris Rooney Kelly Sutherland |

|                  |           |                                                |
| Pacioretty 55:03 | Marcatori | 15:35, 57:59 Kučerov 25:12 Stamkos 38:56 Palát |

#### NY Rangers - Washington
| Arbitri: | Chris Rooney Kelly Sutherland |

|                          |           |            |
| Ovečkin 18:13 Ward 59:58 | Marcatori | 55:21 Fast |

| Arbitri: | Dan O'Rourke Dan O'Halloran |

|                              |           |                                          |
| Kuznecov 33:59 Ovečkin 50:29 | Marcatori | 00:38 Kreider 15:40 Boyle 46:07 Brassard |

| Arbitri: | Marc Joannette Steve Kozari |

|  |           |              |
|  | Marcatori | 27:31 Beagle |

| Arbitri: | Chris Lee Brad Watson |

|                |           |                         |
| Brassard 26:12 | Marcatori | 36:29, 40:24 Burakovsky |

| Arbitri: | Wes McCauley Kevin Pollock |

|                 |           |                              |
| Glencross 50:54 | Marcatori | 58:19 Kreider 69:37 McDonagh |

| Arbitri: | Chris Rooney Kelly Sutherland |

|                                             |           |                                         |
| Kreider 00:40, 19:59 Nash 40:54 Boyle 44:24 | Marcatori | 20:28 Chimera 47:40 Kuznecov 50:33 Ward |

| Arbitri: | Wes McCauley Kevin Pollock |

|               |           |                          |
| Ovečkin 12:50 | Marcatori | 26:22 Hayes 71:24 Stepan |

### Finale di Conference

#### NY Rangers - Tampa Bay
| Arbitri: | Steve Kozari Dan O'Halloran |

|             |           |                          |
| Palát 46:45 | Marcatori | 39:47 Stepan 57:35 Moore |

| Arbitri: | Chris Rooney Kelly Sutherland |

|                                                                |           |                            |
| Johnson 05:38, 11:15, 28:17 Killorn 43:09, 57:58 Stamkos 46:28 | Marcatori | 08:50 Kreider 34:17 Stepan |

| Arbitri: | Eric Furlatt Brad Watson |

|                                                             |           |                                                                            |
| Brassard 01:02 Fast 09:55, 34:17 McDonagh 42:28 Boyle 58:04 | Marcatori | 11:07 Stamkos 30:32, 54:15 Palát 33:17 Johnson 37:18 Killorn 63:33 Kučerov |

| Arbitri: | Kevin Pollock Wes McCauley |

|                                                              |           |               |
| Nash 12:18, 52:18 Kreider 35:16 Yandle 37:04 St. Louis 45:08 | Marcatori | 31:30 Stamkos |

| Arbitri: | Steve Kozari Dan O'Halloran |

|                              |           |  |
| Filppula 33:29 Stamkos 38:22 | Marcatori |  |

| Arbitri: | Chris Rooney Kelly Sutherland |

|                                                                                  |           |                                     |
| Brassard 03:36, 47:14, 58:59 Yandle 15:30 Miller 43:02 Sheppard 46:00 Nash 50:21 | Marcatori | 17:20 Callahan 47:50, 53:21 Kučerov |

| Arbitri: | Wes McCauley Kevin Pollock |

|                           |           |  |
| Killorn 41:54 Palát 51:17 | Marcatori |  |

## Western Conference

### Semifinali di Division

#### St. Louis - Minnesota
| Arbitri: | Wes McCauley Justin St. Pierre |

|                                                          |           |                            |
| Zucker 02:47 Dumba 24:10 Granlund 58:47 Pominville 59:40 | Marcatori | 47:12 Schwartz 59:01 Steen |

| Arbitri: | Francis Charron Kelly Sutherland |

|                 |           |                                              |
| Scandella 41:46 | Marcatori | 13:18, 18:01, 59:43 Tarasenko 58:02 Berglund |

| Arbitri: | Jean Hebert Marc Joannette |

|  |           |                                                  |
|  | Marcatori | 34:08 Pominville 36:13 Parise 57:58 Niederreiter |

| Arbitri: | Gord Dwyer Eric Furlatt |

|                                                                               |           |                |
| Reaves 05:34 Tarasenko 06:59, 35:47 Backes 10:06 Stastny 23:39 Berglund 23:39 | Marcatori | 21:41 Spurgeon |

| Arbitri: | Brad Watson Chris Lee |

|                                                            |           |                 |
| Scandella 11:06 Niederreiter 34:56 Koivu 36:22 Coyle 54:50 | Marcatori | 08:04 Tarasenko |

| Arbitri: | Kevin Pollock François St. Laurent |

|             |           |                                                       |
| Oshie 39:56 | Marcatori | 07:14, 41:01 Parise 31:19 Fontaine 58:08 Niederreiter |

#### Nashville - Chicago
| Arbitri: | Dan O'Halloran Brad Meier |

|                                                       |           |                                    |
| Hjalmarsson 21:43 Sharp 28:32 Toews 33:50 Keith 87:49 | Marcatori | 06:07, 19:33 Wilson 17:20 Stålberg |

| Arbitri: | François St. Laurent Kevin Pollock |

|                        |           |                                                                            |
| Sharp 16:13 Kane 30:32 | Marcatori | 02:47 Wilson 19:56 Josi 34:54, 54:28 Smith 52:41 Forsberg 55:00 Santorelli |

| Arbitri: | Chris Lee Brad Watson |

|                            |           |                                                        |
| Ribeiro 15:19 Ekholm 20:58 | Marcatori | 14:48 Desjardins 20:36 Toews 23:38 Saad 32:41 Seabrook |

| Arbitri: | Wes McCauley Justin St. Pierre |

|                         |           |                                           |
| Wilson 11:38 Neal 37:02 | Marcatori | 13:05 Vermette 51:03 Saad 101:00 Seabrook |

| Arbitri: | Dan O'Rourke Brian Pochmara |

|                               |           |                                                      |
| Richards 13:27 Versteeg 54:52 | Marcatori | 14:42, 43:14, 59:49 Forsberg 40:47 Neal 43:02 Wilson |

| Arbitri: | Gord Dwyer Eric Furlatt |

|                                |           |                                                |
| Neal 01:10, 08:09 Cullen 11:16 | Marcatori | 10:37 Sharp 12:14 Toews 19:54 Kane 56:12 Keith |

#### Anaheim - Winnipeg
| Arbitri: | Brian Pochmara Dan O'Rourke |

|                            |           |                                                |
| Lowry 02:46 Stafford 25:00 | Marcatori | 01:57 Vatanen 41:09, 53:21 Perry 56:55 Getzlaf |

| Arbitri: | Jean Hebert Marc Joannette |

|             |           |                                |
| Pardy 35:43 | Marcatori | 50:43 Maroon 59:39 Silfverberg |

| Arbitri: | Frederick L'Ecuyer Chris Rooney |

|                                                                      |           |                                                        |
| Fowler 19:53 Perry 23:08 Silfverberg 36:04 Kesler 57:46 Rakell 65:12 | Marcatori | 09:38 Stempniak 26:40 Myers 29:37 Wheeler 38:18 Little |

| Arbitri: | Dave Jackson Steve Kozari |

|                                                             |           |                           |
| Etem 17:52 Cogliano 32:55 Kesler 46:41, 55:11 Vatanen 59:33 | Marcatori | 16:26 Little 50:27 Stuart |

#### Vancouver - Calgary
| Arbitri: | Chris Lee Brad Watson |

|                           |           |              |
| Jones 47:59 Russell 59:30 | Marcatori | 32:08 Horvat |

| Arbitri: | Dan O'Halloran Brad Meier |

|               |           |                                                        |
| Russell 56:26 | Marcatori | 02:56 D. Sedin 07:06 Higgins 42:17 Ķēniņš 57:59 Vrbata |

| Arbitri: | Gord Dwyer Eric Furlatt |

|                             |           |                                                       |
| Matthias 09:09 Hansen 57:41 | Marcatori | 06:35 Bollig 15:02 Brodie 42:14 Bennett 54:36 Monahan |

| Arbitri: | Brian Pochmara Dan O'Rourke |

|                |           |                                           |
| H. Sedin 08:12 | Marcatori | 03:23 Gaudreau 09:20 Hudler 19:18 Bennett |

| Arbitri: | Jean Hebert Marc Joannette |

|             |           |                             |
| Jones 02:40 | Marcatori | 33:31 Bonino 41:47 D. Sedin |

| Arbitri: | Frederick L'Ecuyer Chris Rooney |

|                                                      |           |                                                                                    |
| McMillan 02:36 Hansen 07:32 Vrbata 09:42 Sbisa 30:36 | Marcatori | 17:02, 59:57 Ferland 21:02 Monahan 25:35 Gaudreau 46:14, 59:31 Hudler 55:43 Stajan |

### Finali di Division

#### Chicago - Minnesota
| Arbitri: | Brad Watson Chris Lee |

|                                          |           |                                                     |
| Zucker 21:21 Parise 25:07 Granlund 29:30 | Marcatori | 01:15 Saad 13:11 Kane 15:15 Krüger 39:01 Teräväinen |

| Arbitri: | Gord Dwyer Eric Furlatt |

|             |           |                                           |
| Dumba 41:20 | Marcatori | 32:28 Toews 39:40, 57:53 Kane 47:39 Sharp |

| Arbitri: | Dan O'Halloran Dan O'Rourke |

|            |           |  |
| Kane 14:06 | Marcatori |  |

| Arbitri: | Marc Joannette Steve Kozari |

|                                                  |           |                                                 |
| Seabrook 10:23 Shaw 23:28 Kane 53:20 Hossa 56:53 | Marcatori | 26:42 Haula 57:42 Pominville 58:33 Niederreiter |

#### Anaheim - Calgary
| Arbitri: | Marc Joannette Steve Kozari |

|               |           |                                                                         |
| Bennett 49:16 | Marcatori | 10:17 Beleskey 13:11 Maroon 22:13, 40:44 Perry 30:11 Etem 42:32 Getzlaf |

| Arbitri: | Wes McCauley Kevin Pollock |

|  |           |                                              |
|  | Marcatori | 07:27 Beleskey 51:15 Lindholm 57:44 Thompson |

| Arbitri: | Kelly Sutherland Chris Rooney |

|                                         |           |                                                           |
| Maroon 06:57 Perry 14:10 Beleskey 28:20 | Marcatori | 02:07 Bollig 24:17 Colborne 59:40 Gaudreau 64:24 Backlund |

| Arbitri: | Gord Dwyer Eric Furlatt |

|                                                              |           |                             |
| Silfverberg 08:20 Cogliano 36:42 Beleskey 41:11 Maroon 59:23 | Marcatori | 04:37 Monahan 05:44 Ferland |

| Arbitri: | Brad Watson Chris Lee |

|                             |           |                                         |
| Hudler 10:43 Gaudreau 25:55 | Marcatori | 24:59 Kesler 40:59 Beleskey 62:26 Perry |

### Finale di Conference

#### Anaheim - Chicago
| Arbitri: | Eric Furlatt Brad Watson |

|                |           |                                                                |
| Richards 39:20 | Marcatori | 08:48 Lindholm 24:17 Palmieri 52:05 Thompson 58:42 Silfverberg |

| Arbitri: | Kevin Pollock Wes McCauley |

|                                      |           |                            |
| Shaw 02:14 Hossa 06:19 Krüger 116:12 | Marcatori | 09:14 Cogliano 37:30 Perry |

| Arbitri: | Steve Kozari Dan O'Halloran |

|                            |           |            |
| Maroon 12:55 Després 39:05 | Marcatori | 19:03 Kane |

| Arbitri: | Chris Rooney Kelly Sutherland |

|                                                    |           |                                                                 |
| Etem 38:14 Kesler 48:42 Beleskey 49:05 Perry 49:19 | Marcatori | 19:13 Saad 42:38 Toews 47:38 Seabrook 52:39 Kane 85:37 Vermette |

| Arbitri: | Eric Furlatt Brad Watson |

|                                                    |           |                                                                     |
| Teräväinen 21:11 Seabrook 39:35 Toews 58:10, 59:22 | Marcatori | 05:10 Fowler 05:42 Kesler 14:37 Vatanen 54:45 Maroon 60:45 Beleskey |

| Arbitri: | Wes McCauley Kevin Pollock |

|                           |           |                                                     |
| Maroon 34:13 Stoner 41:57 | Marcatori | 28:23 Saad 30:41 Hossa 32:08 Kane 56:28, 59:11 Shaw |

| Arbitri: | Dan O'Halloran Kelly Sutherland |

|                                                          |           |                                         |
| Toews 02:23, 11:55 Saad 21:18 Hossa 33:45 Seabrook 53:23 | Marcatori | 38:51 Kesler 51:36 Perry 59:18 Beleskey |

## Finale Stanley Cup
La finale della Stanley Cup 2015 è stata una serie al meglio delle sette gare che ha determinato il campione della National Hockey League per la stagione 2014-15. Nella storia dei playoff è la prima sfida in assoluto fra i Tampa Bay Lightning e i Chicago Blackhawks. Per i Tampa Bay Lightning si trattò della prima apparizione nella finale della Stanley Cup dopo il titolo conquistato nel 2004 contro i Calgary Flames. Per Chicago fu invece la tredicesima apparizione, la prima dopo la vittoria contro i Boston Bruins nel 2013.

## Statistiche

### Classifica marcatori
La seguente lista elenca i migliori marcatori al termine dei playoff.

| Giocatore         | Squadra             | PG | G  | A  | Pt | +/- | MP |
| ----------------- | ------------------- | -- | -- | -- | -- | --- | -- |
| Tyler Johnson     | Tampa Bay Lightning | 26 | 13 | 10 | 23 | +7  | 24 |
| Patrick Kane      | Chicago Blackhawks  | 23 | 11 | 12 | 23 | +7  | 0  |
| Nikita Kučerov    | Tampa Bay Lightning | 26 | 10 | 12 | 22 | +7  | 14 |
| Jonathan Toews    | Chicago Blackhawks  | 23 | 10 | 11 | 21 | +7  | 8  |
| Duncan Keith      | Chicago Blackhawks  | 23 | 3  | 18 | 21 | +16 | 4  |
| Ryan Getzlaf      | Anaheim Ducks       | 16 | 2  | 18 | 20 | +6  | 6  |
| Corey Perry       | Anaheim Ducks       | 16 | 10 | 8  | 18 | +6  | 14 |
| Alex Killorn      | Tampa Bay Lightning | 26 | 9  | 9  | 18 | +3  | 12 |
| Steven Stamkos    | Tampa Bay Lightning | 26 | 7  | 11 | 18 | +2  | 20 |
| Jakob Silfverberg | Anaheim Ducks       | 16 | 4  | 14 | 18 | +6  | 16 |

### Classifica portieri
Questa è una tabella che combina i cinque migliori portieri dei playoff per media di gol subiti a gara con i cinque migliori portieri per percentuale di parate, con almeno 420 minuti disputati. La tabella è ordinata per la media gol subiti, e i criteri di inclusione sono in grassetto.

| Giocatore        | Squadra             | PG | Min     | V  | S  | OTS | TC  | GS | SO | Sv%  | MGS  |
| ---------------- | ------------------- | -- | ------- | -- | -- | --- | --- | -- | -- | ---- | ---- |
| Braden Holtby    | Washington Capitals | 13 | 805:43  | 6  | 7  | 3   | 421 | 23 | 1  | .944 | 1.71 |
| Henrik Lundqvist | New York Rangers    | 19 | 1166:10 | 11 | 8  | 1   | 570 | 41 | 0  | .928 | 2.11 |
| Ben Bishop       | Tampa Bay Lightning | 25 | 1458:58 | 13 | 11 | 0   | 669 | 53 | 3  | .921 | 2.18 |
| Carey Price      | Montreal Canadiens  | 12 | 751:43  | 6  | 6  | 1   | 352 | 28 | 1  | .920 | 2.23 |
| Corey Crawford   | Chicago Blackhawks  | 20 | 1222:57 | 13 | 6  | 1   | 616 | 47 | 1  | .924 | 2.31 |